# Hugo Gittens
Hugo Gittens (ur. 24 września 1936 w Morvant) – trynidadzko-tobagijski sztangista, olimpijczyk.
W 1964 reprezentował swój kraj na igrzyskach w Tokio i zajął 11. miejsce w wadze lekkiej. W 1966 zdobył złoty medal na igrzyskach Imperium Brytyjskiego, a rok później srebrny na igrzyskach panamerykańskich. W 1968 ponownie brał udział w igrzyskach olimpijskich, zajmując 16. miejsce.